# Sainthood (album)
Sainthood je šesté studiové album kanadského indie rockového dua Tegan and Sara, vydané 27. října 2009 společností Sire Records.
Album bylo nominováno na hudební ocenění Polaris Music Prize v roce 2010.

## Zázemí
Toto je první album, na kterém se podílely Tegan a Sara společně, na předchozích albech psaly písně odděleně. Název alba byl inspirován písněmi Leonarda Cohena. Nahrávka obsahuje i skladby, které Tegan napsala společně s basistou Hunterem Burganem (AFI).
Toto album je kapelou popsáno jako:

Šesté studiové album Tegan and Sary – Sainthood – se zabývá světskými tématy oddanosti, bludy a příkladným chováním ve snaze o získání lásky a vztahů. Inspirováno je emoční touhou a klidným prostředím. Doufáme, že si jej povšimnou objekty naší náklonnosti,Sainthood je o posedlosti romantickými ideály.
V našich vztazích se snažíme být dokonalými. Nacvičujeme si naši svatost v naději, že budeme odměněni s obdivem. Když se snažíme býti dokonalými pro někoho jiného, stávají se z nás občas mučedníci.
Láska, jako víra, nemůže být nikdy vykonávaná individuálně. Ale příběh velké milostné aféry  - zejména té, která je neopětovaná, nebo té, která skončila příliš brzy  - může být utkaný jako bible nebo jako pohádka na dobrou noc. A tak témata alba Sainthood jsou spolu svázána tímto jednoduchým titulem, půjčeným, s velkou úctou, z textu písně Leonarda Cohena, "Came So Far for Beauty":
I practiced all my sainthood /
I gave to one and all /
But the rumours of my virtue /
They moved her not at all.

Album Sainthood vyšlo v Anglii 26. října 2009.
Producentem alba je kytarista skupiny Death Cab for Cutie Chris Walla. Album bylo nahráno ve studiích Sound City Studios v Los Angeles a Two Sticks Audio v Seattlu během léta roku 2009.
Tegan a Sara vyvěsily celé album na svém MySpace profilu k digitálnímu stažení dne 20. října 2009.
EE Storey, umělecká ředitelka kapely, navrhla design alba.

## Recenze kritiků
Všeobecně bylo album přijato pozitivně. Kritici webu Metacritic ohodnotili album 78 body ze 100.
Album startovalo na 21. příčce hitparády Billboard 200, kdy se prodalo 22 665 kopií v prvním týdnu.

## Seznam skladeb
Všechny skladby napsal(i) Tegan Quin a Sara Quin, až na výjimky, které jsou vyznačeny. 
| Pořadí         | Název                                        | Délka |
| -------------- | -------------------------------------------- | ----- |
| 1.             | Arrow                                        | 3:06  |
| 2.             | Don't Rush (T. Quin, S. Quin, Hunter Burgan) | 2:43  |
| 3.             | Hell (T. Quin, S. Quin, Burgan)              | 3:24  |
| 4.             | On Directing                                 | 2:46  |
| 5.             | Red Belt                                     | 2:11  |
| 6.             | The Cure (T. Quin, S. Quin, Burgan)          | 3:22  |
| 7.             | Northshore                                   | 2:04  |
| 8.             | Night Watch                                  | 2:33  |
| 9.             | Alligator                                    | 2:42  |
| 10.            | Paperback Head                               | 2:38  |
| 11.            | The Ocean                                    | 3:06  |
| 12.            | Sentimental Tune                             | 3:23  |
| 13.            | Someday                                      | 2:57  |
| Celková délka: | Celková délka:                               | 36:55 |

Bonusové skladby
| iTunes deluxe edice | iTunes deluxe edice | iTunes deluxe edice |
| Pořadí              | Název               | Délka               |
| ------------------- | ------------------- | ------------------- |
| 14.                 | Wrists              | 2:48                |
| 15.                 | Light Up            | 2:19                |
| Celková délka:      | Celková délka:      | 42:02               |

| iTunes předobjednávková edice | iTunes předobjednávková edice | iTunes předobjednávková edice |
| Pořadí                        | Název                         | Délka                         |
| ----------------------------- | ----------------------------- | ----------------------------- |
| 16.                           | It Was Midnight               | 2:03                          |
| Celková délka:                | Celková délka:                | 44:05                         |

## Umístění v žebříčku prodejnosti
| Žebříček (2009)         | Nejvyšší umístění |
| ----------------------- | ----------------- |
| Canadian Albums Chart   | 4                 |
| Australian Albums Chart | 21                |
| Billboard 200           | 21                |

### Produkce
- Howard Redekopp – Hudební producent, nahrávací inženýr
- Chris Walla – Hudební producent, mixing (Skladby 1, 7, 11)
- Dave Sardy – Mixing (Skladby 2, 3, 4, 5, 6, 8, 9, 10, 12, 13)
- Stephen Marcussen – Mastering
- Andrew Maury – Logistický operátor
- Adam Fuller – Asistent studia Sound City
- Jackson Long – Asistent studia Two Sticks
- Alec Gomez – Asistent Dave Sardyho
- Andy Brohard – Inženýr Dave Sardyho